# Bo Nilsson (Grip)
Bo Nilsson (Grip), född på 1420-talet, död 1465 eller 1466 i Söderköping, var en svensk riddare och riksråd. 

## Biografi
Bo Nilsson var son till riddare och riksråd Nils Erengislesson (Hammerstaätten) och Katarina Knutsdotter (Grip) (död 1449/52), dotter till Knut Bosson (Grip) och Ermegard Bylow (ca 1364–1421).

### Familj
Bo Nilsson gifte sig omkring 1454 med Beata Karlsdotter (Vasa), dotter till riksrådet Karl Kristiernsson (Vasa) och Ebba Eriksdotter (Krummedige). De fick tillsammans sonen Nils Bosson (Grip) (1460–1522).
Han räknas som stamfader för yngre ätten Grip. Detta genom att han upptog moderns släktvapen, ett griphuvud. Denna ätt Grip utslocknade på svärdssidan med Bo Nilssons sonson friherre Nils Birgersson Grip 1592.